# The Equals
The Equals sont un groupe de musique anglais de funk/pop/rock/reggae qui s'est constitué à North London dans le Grand Londres en 1965.
Le groupe était composé de  Eddy Grant, Dervin Gordon, Lincoln Gordon, Pat Lloyd, John Hall. Ils étaient sous le label President Records et RCA. Le groupe est surtout connu pour la chanson Baby, Come Back, grand succès en 1967-1968, de même que pour le titre Police On My Back, repris par The Clash.
Eddy Grant a quitté le groupe pour sa carrière solo en 1971. Le groupe a existé jusqu'en 1979.

## Composition du groupe

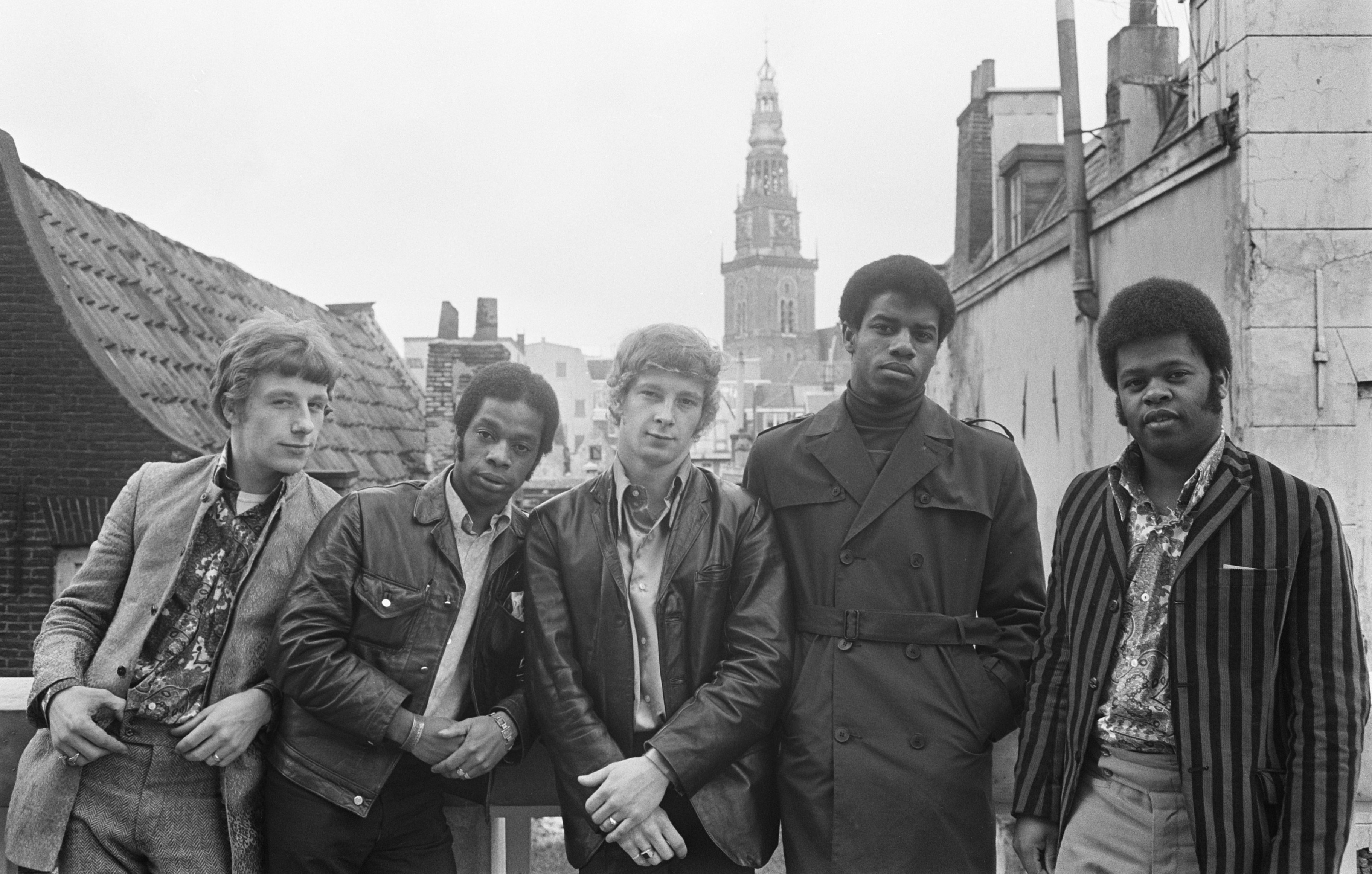
The Equals en 1968

- Eddy Grant (Edmond Montague Grant, né le 5 mars 1948 à Plaisance, en Guyane britannique) : guitariste
- Dervin Gordon, né le 29 juin 1948 en Jamaïque) : chanteur
- Lincoln Gordon (né le 29 juin 1948 en Jamaïque) : bassiste
- Pat Lloyd (Patrick Lloyd, né le 17 mars 1948 à Holloway, Londres) : guitariste
- John Hall (né le 25 octobre 1946 à Islington, Londres) : batteur

## Discographie

### Singles
- I Get So Excited / The Skies Above – (1968) (UK #44)
- Baby, Come Back / Hold Me Closer – (1968) (UK #1, IRL #2, NOR #4, US #32)[10]
- Laurel And Hardy / The Guy Who Made Her a Star – (1968) (UK #35)
- Softly Softly / Lonely Rita – (1968) (UK #48)
- Michael and The Slipper Tree / "Honey Gum – (1969) (UK #24)
- Viva Bobby Joe / I Can't Let You Go – (1969) (UK #6, IRL #3)
- Rub A Dub Dub / After the Lights Go Down Low – (1969) (UK #34)
- Black Skin Blue Eyed Boys / Ain't Got Nothing to Give You – (1970) (UK #9)[11]

### Albums
- Unequalled Equals – (1967) (UK #10)
- Supreme – (1968)
- Equals Explosion – (1968) (UK #32)[12]
- Sensational – (1968)

### Compilation albums
- First Among Equals – The Greatest Hits – (1996)
- Black Skin Blue Eyed Boys – The Anthology – (1999)